# Ayuntamiento de Turku
El Ayuntamiento de Turku (en finés: Turun kaupungintalo; en sueco: Åbo stadshus) es un edificio neorrenacentista ubicado en la ribera del río Aura en Turku, Finlandia. El alcalde solía desempeñar sus funciones en el antiguo ayuntamiento, un edificio de estilo art nouveau cerca del actual hasta el año 2011.
Fue diseñado originalmente por Charles Bassi entre 1810-1811 como el restaurante Seurahuone. El edificio sobrevivió al Gran Incendio de Turku en 1827. Fue reedificado entre 1879 y 1883 como casa consistorial por Frans A. Sjöström.
La primera planta fue utilizada como registro civil de Turku hasta el año 1975 y como tribunal de distrito de Turku hasta 1997. Después de que el tribunal de distrito de Turku fuese reubicado a un nuevo emplazamiento, la primera planta se usó como espacio legislativo y para reuniones en 1999. La segunda planta está decorada con oro y enormes cristales. El ala del edificio, localizado en la calle Aurakatu nº 4, se utiliza para reuniones del grupo municipal y servicio de agencia de viajes.
El edificio está abierto al pública durante eventos concretos como el Día de Turku. También se puede asistir a un pleno del ayuntamiento.